# Cibórz (województwo lubuskie)
Cibórz (niem. Tiborlager) – osada w Polsce położona w województwie lubuskim, w powiecie świebodzińskim, w gminie Skąpe.
W latach 1975–1998 miejscowość administracyjnie należała do województwa zielonogórskiego.

## Położenie
Cibórz leży na terenach nizinnych z niewielkimi pagórkami, gęsto zalesionych. Jako dawne osiedle wojskowe posiada plan regularny. Południowo-wschodnią granicę miejscowości stanowią jezioro Ciborze oraz niewielka rzeka Ołobok. W pobliżu znajdują się wsie: Międzylesie (1 km), Skąpe (3 km) i Rokitnica (4 km).
Osada jest położona w południowej części pasa Międzyrzeckiego Rejonu Umocnionego.
Na wschód od osady przebiega droga wojewódzka nr 276 łącząca Krosno Odrzańskie ze Świebodzinem.

## Historia

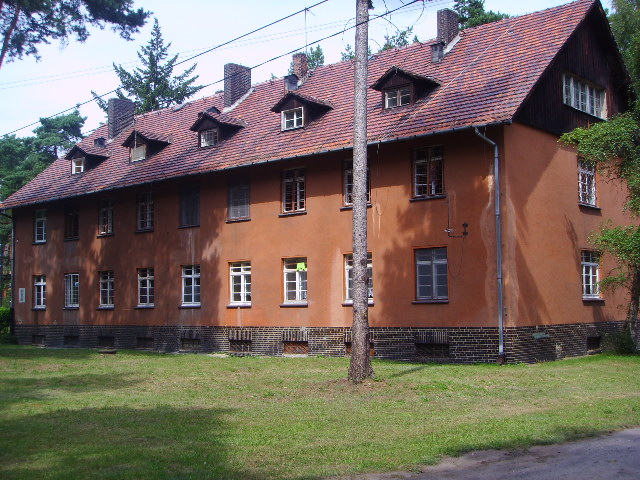
Dawne koszary w Ciborzu, obecnie szpital dla nerwowo i psychicznie chorych

Teren, na którym powstał Cibórz, należał na początku lat 30. XX w. do katolickiej parafii w Mühlbock (ob. Ołobok).
Miejscowość powstała przed II wojną światową, gdy w 1934 władze niemieckie podjęły decyzję o budowie – na wschód od wsi Międzylesie – koszar przeznaczonych dla Wehrmachtu. Budowę rozpoczęto 6 czerwca 1936. Po ok. 16 miesiącach ukończono 25 budynków koszarowych i administracyjnych, a 15 kolejnych było w trakcie budowy. 6 października 1937 w koszarach rozlokowano ok. 700 żołnierzy niemieckiego 122 Batalionu Piechoty Granicznej. Cały kompleks koszarowy mógł pomieścić ok. 6 tys. żołnierzy. Ostatecznie ukończono go po ponad dwóch latach budowy.
21 czerwca 1940 w wydzielonej części koszar utworzono Oflag III B Tiborlager – obóz jeniecki dla oficerów. Pierwszy transport, liczący ok. 2 tys. jeńców, został przyjęty 24 lipca 1940 – byli to oficerowie belgijscy wzięci do niewoli podczas obrony Liège i Brukseli. Funkcję komendanta obozu pełnił generał major Hans Fogelein. 1 marca 1941, po wydaniu przez władze niemieckie rozkazu ewakuacji obozu, ponad 3 tys. jeńców przetransportowano do Oflagu II A Prenzlau.
30 stycznia 1945 dawny obóz i koszary zostały przejęte przez wojska radzieckie i w znacznym stopniu zdewastowane.
W 1946 koszary obsadzili żołnierze 4 Łużyckiego Pułku Saperów, zaś w maju 1948 przejął je 13 Pułk Piechoty 5 Saskiej Dywizji Piechoty, który stacjonował tam do połowy 1956.
W 1958 w opuszczonych koszarach utworzony został szpital psychiatryczny, obecnie największy w województwie lubuskim. Pierwszych pacjentów przyjął w końcu czerwca 1958. W latach 80. XX w. kompleks szpitalny obejmował 116 obiektów murowanych (pawilony szpitalne, budynki administracyjne i gospodarcze oraz mieszkalne dla personelu szpitalnego). Ewidencją konserwatorską objęty jest historyczny układ wsi, 47 dawnych budynków koszarowych, 8 innych budynków oraz wodociąg w budynku nr 11.

## Demografia
Pod względem liczby mieszkańców osada Cibórz zajmuje pierwsze miejsce w gminie – w końcu grudnia 2011 mieszkało w niej 929 osób (ponad dwukrotnie więcej niż w siedzibie gminy), co stanowiło 18,5% liczby ludności gminy Skąpe. Przyczyną tak dużego zaludnienia Ciborza jest funkcjonowanie w osadzie Wojewódzkiego Szpitala Specjalistycznego dla Nerwowo i Psychicznie Chorych.
| Rok            | 2004 | 2005 | 2006 | 2007 | 2008 | 2009 | 2010 | 2011 | 2012 |
| Liczba mieszk. | 968  | 969  | 968  | 974  | 958  | 958  | 946  | 929  | 898  |

## Obiekty bojowe Międzyrzeckiego Rejonu Umocnionego
- Panzerwerk 623 – schron bojowy w pobliżu jeziora Ciborze, ok. 300 m od drogi Cibórz – Skąpe. Zbudowany w 1936, posiadał odporność klasy B i powierzchnię 285 m². Pierwotnie był wyposażony w półkopułę typu 2P7, dzwon obserwacyjny 23P8, kopułę sześciostrzelnicową 20P8 oraz moździerz maszynowy (żaden z tych elementów do dziś się nie zachował)[10].
- Panzerwerk 625 – jedyny dwukondygnacyjny schron bojowy na terenie gminy Skąpe, w pobliżu skrzyżowania dróg Rokitnica – Skąpe i Cibórz – Skąpe. Zbudowany w latach 1935–36, posiadał odporność klasy B i powierzchnię 240 m². Wewnątrz znajdował się garaż dla armaty przeciwpancernej. Na ścianie w wartowni zachowały się kolorowe oznakowania kabli wraz z ich niemieckimi opisami[10].